# Печиво Марія
Печиво Марія (англ. Marie biscuit) — це різновид печива, схожого на чайне печиво (англ. Rich tea bisquit). Воно також відоме (на різних мовах) як Марія, Марібон і Марієтта, серед інших імен. В англійській мові назва звучить як бісквіт Марі, тому що в багатьох країнах слово бісквіт означає сухе печиво.

## Опис
Печиво має круглу форму і зазвичай має назву, витиснену на верхній поверхні, на краях якої також вибитий складний малюнок. Його виготовляють із пшеничного борошна, цукру, пальмової або соняшникової олії та, на відміну від чайного печива, зазвичай має ванільний смак.

## Історія
Печиво Марі було створено лондонською пекарнею Peek Freans у 1874 році на честь одруження великої княгині Росії Марії Олександрівни та герцога Единбурзького. Воно стало популярним у всій Європі, зокрема в Португалії та Іспанії, де після Громадянської війни печиво стало символом економічного відновлення країни після того, як пекарні виробляли масові кількості, щоб споживати надлишок пшениці. Печиво Марі стало популярним у Південній Африці після початку виробництва печива на Bakers Biscuits у 1898 році.

## Споживання

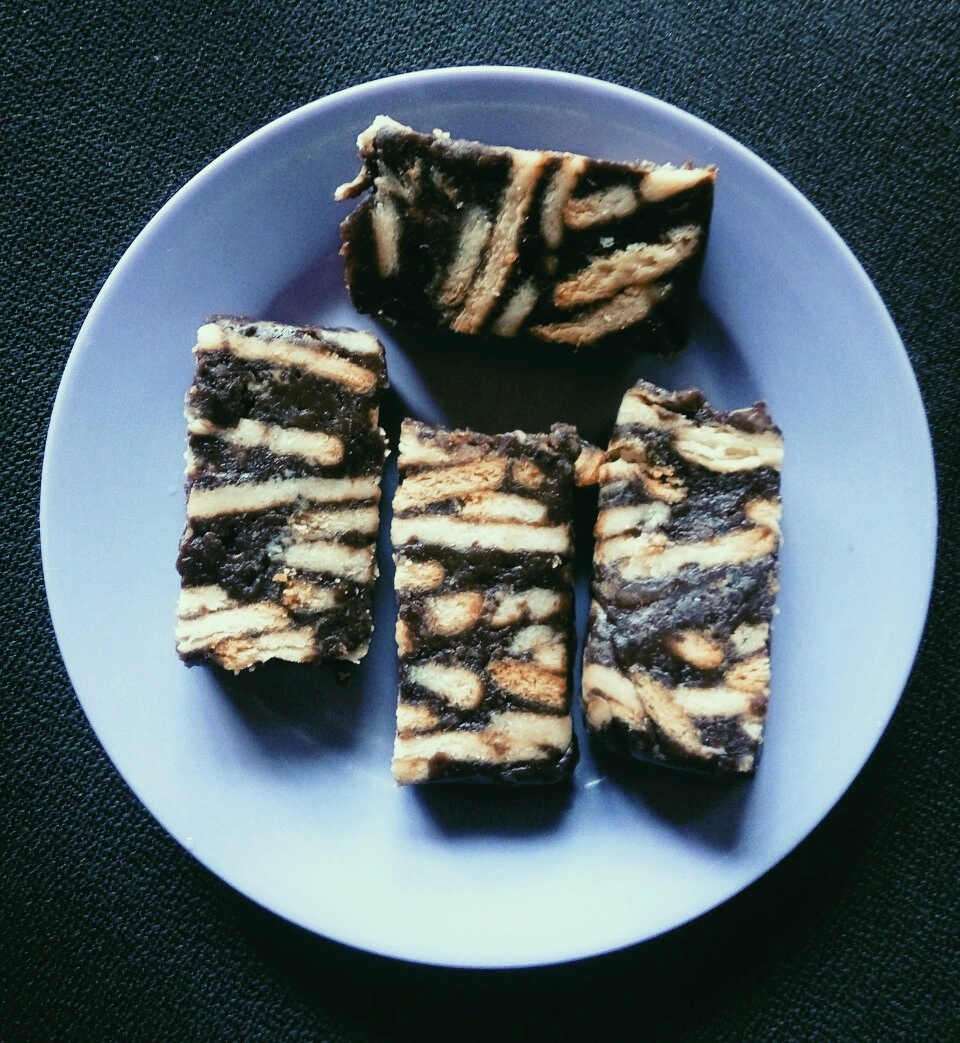
Бісквіт «Марі», який використовується для приготування торта «Батік», типу Шоколадного торта (схожого на Холодна собака), популярного в Малайзії та Брунеї.

Багато хто вважає, що простий смак Марі робить його, як і чайне печиво, особливо придатним для замочування в чаї. Інші популярні методи споживання печива включають використання двох, щоб зробити сандвіч з маслом і мармітом або згущеним молоком між ними; покриваючи його золотистим сиропом ; або подрібнення в заварний крем і желе (желатиновий десерт). Печиво Марі також є поширеним інгредієнтом домашньої випічки.
В Іспанії заварний крем Natillas зазвичай подається з печивом Марія зверху.

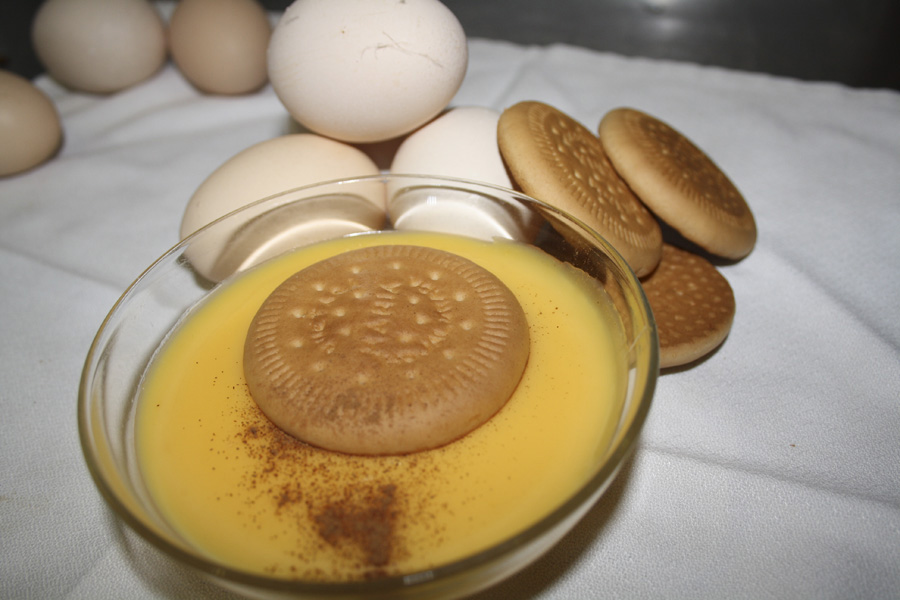
Іспанські натілья, зазвичай подаються з печивом Марія зверху

В Уругваї їх подають наповненими дульсе-де-лече та посипаними тертим кокосом. У Бразилії їх замочують у молоці, а потім укладають у шари шоколаду та заварного крему зі смаком ванілі, зверху додають збиті вершки та подрібнені горіхи кешью, щоб зробити паве (pavê), популярний бразильський десерт. В Ірландії це печиво відоме як Marietta і виробляється Jacob's. У Малайзії люди використовують їх в основному для приготування торта батик. В Індії їх зазвичай їдять просто з чаєм або продають у пекарнях, поливши шоколадом і загорнувши у фольгу.

## Виробники
Основні міжнародні виробники (спочатку відсортовані за назвою країни):
| Країна/Регіон     | Виробник                                                                        | Бренди                                                    |
| ----------------- | ------------------------------------------------------------------------------- | --------------------------------------------------------- |
| Аргентина         | Arcor                                                                           | Maná                                                      |
| Аргентина         | Arcor                                                                           | Vocación                                                  |
| Австралія         | Arnott's Biscuits Holdings                                                      | Marie                                                     |
| Білорусь          | Slodych, confectionery factory                                                  | Marierta                                                  |
| Білорусь          | Confectionary Factory Spartak                                                   | Mariya (Мария)                                            |
| Бельгія           | Delacre                                                                         | Maria                                                     |
| Болівія           | La Suprema                                                                      | María Bonita                                              |
| Бразилія          | Fábrica Fortaleza                                                               | Maria                                                     |
| Бразилія          | Piraquê                                                                         | Maria                                                     |
| Бразилія          | Richester                                                                       | Maria                                                     |
| Бразилія          | Vitarella                                                                       | Maria                                                     |
| Канада            | President's Choice                                                              | Maria                                                     |
| Коста-Рика        | Pozuelo                                                                         | Maria                                                     |
| Данія             | KelsenBisca                                                                     | Mariekiks                                                 |
| Еквадор           | Nestlé Ecuador S.A.                                                             | María                                                     |
| Єгипет            | Biscomisr                                                                       | Marie                                                     |
| Фінляндія         | Kantolan (Made in the Netherlands for Orkla Confectionary &amp; Snacks Finland) | Kulta Marie                                               |
| Німеччина         | Patisserie Gunz                                                                 | Maria                                                     |
| Гонконг           | The Garden Company Limited                                                      | Marie Biscuits                                            |
| Індія             | Disha Foods                                                                     | Treff                                                     |
| Індія             | Bonn Food Industries                                                            | Mariebon                                                  |
| Індія             | Britannia Industries                                                            | Marie Gold, Vita Marie                                    |
| Індія             | Parle Products                                                                  | Marie                                                     |
| Індія             | ITC Limited                                                                     | Marie Light                                               |
| Індія             | DK Bakings Kolkata                                                              | Nutribake Morning Marie                                   |
| Індонезія         | CV Jaya Abadi                                                                   | Marie Regal Biscuits                                      |
| Індонезія         | Mayora                                                                          | Roma Marie Gold, Roma Marie Susu                          |
| Ірландія          | Jacob's                                                                         | Marietta                                                  |
| Японія            | Morinaga &amp; Company                                                          | Marie (マリー)                                            |
| Йорданія          | Universal Industries Co. Ltd. Zalloum Group                                     | Marie or ماري                                             |
| Кенія             | Manji Food Industries Ltd.                                                      | Marie                                                     |
| Кувейт            | Kuwait Flour Mills & Bakeries Co.                                               | Marie ماري                                                |
| Лівія             | Muhab Food Co. Benghazi                                                         | Marie Biscuits                                            |
| Ліван             | Ghandour Food                                                                   | Marie Biscuits, Lucky 555                                 |
| Малайзія          | Hup Seng Perusahaan Makanan (M) Sdn. Bhd.                                       | Ping Pong Marie                                           |
| Малайзія          | Hwa Tai Industries Bhd.                                                         | Hwa Tai Marie                                             |
| Малайзія          | Munchy Food Industries Sdn. Bhd.                                                | Munchy's Marie                                            |
| Малайзія          | Perfect Food Manufacturing (M) Sdn. Bhd.                                        | Julie's Marie                                             |
| Маврикій          | Esko & Co ltd.                                                                  | Marie                                                     |
| Мексика           | Gamesa                                                                          | Galletas Maria                                            |
| Мексика           | Goya                                                                            | Marias                                                    |
| Норвегія          | First Price (NorgesGruppen)                                                     | Mariekjeks                                                |
| Норвегія          | Sætre AS                                                                        | Marie                                                     |
| Нідерланди        | Pally Holland                                                                   | Mariakaakje                                               |
| Нідерланди        | Verkade                                                                         | Maria                                                     |
| Панама            | Productos Alimenticios Pascual S. A.                                            | Maria                                                     |
| Пакистан          | English Biscuit Manufacturers                                                   | Peek Freans                                               |
| Філіппіни         | Comfoods                                                                        | Fibisco Marie Biscuits                                    |
| Філіппіни         | Rebisco                                                                         | Marie Biscuit, Marie Time, Marie Munch, Marie Gold        |
| Португалія        | Cuétara, Moaçor, Triunfo, Vieira de Castro                                      | Bolacha Maria, Bolacha Maria Oro                          |
| Саудівська Аравія | United Food Industries Corp. Ltd. Co.                                           | DeemaH Marie                                              |
| Сінгапур          | Khong Guan Biscuit Factory (S) Pte. Ltd.                                        | Marie Biscuits, Small Marie Biscuits                      |
| ПАР               | Bakers Blue Label                                                               | Marie Biscuits, Cappuccino Marie Biscuits                 |
| ПАР               | Baumann's                                                                       | Marie Biscuits                                            |
| Іспанія           | Gullón                                                                          | María Leche, María Dorada, María Hojaldrada               |
| Іспанія           | Grupo Siro                                                                      | María Clásica, María Dorada, María Hojaldrada, Mini María |
| Іспанія           | Cuétara                                                                         | María, María Oro, María Hojaldrada                        |
| Іспанія           | Fontaneda (Mondelēz International)                                              | La Buena María                                            |
| Іспанія           | Marbú (Artiach)                                                                 | Marbú Dorada                                              |
| Шрі-Ланка         | CBL (Munchee)                                                                   | Tikiri Marie, Marie Light, Rice Marie, Chocolate Marie    |
| Шрі-Ланка         | Cargills (Ceylon) PLC                                                           | Kist Marie                                                |
| Шрі-Ланка         | Daintee Ltd                                                                     | Daintee Marie                                             |
| Шрі-Ланка         | Luckyland                                                                       | Luckyland Marie                                           |
| Шрі-Ланка         | Maliban Biscuit Manufactories Limited                                           | Gold Marie, Light Marie, Chocolate Marie, Premium Marie   |
| Шрі-Ланка         | Manchester Foods Pvt Ltd (Bisma)                                                | Ceylon Marie                                              |
| Південна Корея    | Orion                                                                           | Marie                                                     |
| Швеція            | Göteborgs Kex                                                                   | Guld Marie                                                |
| Сирія             | Katalina Foods                                                                  |                                                           |
| Таїланд           | Laemthong Food Industries Co. Ltd.                                              | Laemthong Marie                                           |
| Туреччина         | Şimşek Biscuits & Foods                                                         | Gorona                                                    |
| Туреччина         | ANI Biscuits & Foods                                                            | Marie                                                     |
| Україна           | Житомирські ласощі                                                              | Mariya (Марія)                                            |
| Україна           | Кондитерська фабрика «Ярич»                                                     | Mariya (Марія)                                            |
| Україна           | Харківська бісквітна фабрика                                                    | Mariya (Марія)                                            |
| Велика Британія   | Crawford's                                                                      | Marie                                                     |
| Велика Британія   | McVitie's                                                                       | Marie                                                     |
| США               | Iberia, Goya                                                                    | Maria cookies                                             |
| Уругвай           | Kraft Foods                                                                     | Maria de Famosa                                           |
| Уругвай           | El Trigal                                                                       | Maria Rika                                                |
| Венесуела         | C.A. Sucesora de Jose Puig & CIA                                                | Maria Puig                                                |
| В'єтнам           | Kinh Do Corporation                                                             | Cosy Marie                                                |
| Ємен              | Yemen Company for Industry and Commerce                                         | Marie                                                     |
| Зімбабве          | Lebena                                                                          | Marie                                                     |
| Зімбабве          | Lobels                                                                          | Marie                                                     |
| Зімбабве          | Arenel                                                                          | Marie                                                     |